# Рождество (Карачевский уезд)
Рождество (реже Рождествено, Рождественское) — упразднённое село на территории современного  Карачевского района Брянской области России.  

## География
Село находилась  на Среднерусской возвышенности в центре Восточно-Европейской равнины, в зоне хвойно-широколиственных лесов, в 5 км к западу от села Бошино, в 1 км к юго-западу от деревни Кареева, «на Быковском болоте».

## История
Упоминается с XVII века в составе Подгородного стана Карачевского уезда. В XIX веке представляло собой храм Рождества Христова (с 1808 — каменный) с надворными постройками и домами причта; другого населения не имело.
Приход села составляли разбросанные в округе деревни (Волкова, Сурьянова, Беляева и другие). В 1901 году была открыта церковно-приходская школа.
Существовало до начала XX века (с 1861 — в составе Бошинской волости). Здание храма было разобрано в 1930-е годы. 
 В настоящее время не существует.